# (757) Portlandia
(757) Portlandia es un asteroide perteneciente al cinturón de asteroides descubierto por Joel Hastings Metcalf el 30 de septiembre de 1908 desde el observatorio de Taunton, Estados Unidos.

## Designación y nombre
Portlandia fue designado al principio como 1908 EJ.
Más tarde, se nombró por la ciudad estadounidense de Portland.

## Características orbitales
Portlandia está situado a una distancia media del Sol de 2,373 ua, pudiendo alejarse hasta 2,63 ua. Su excentricidad es 0,1085 y la inclinación orbital 8,167°. Emplea 1335 días en completar una órbita alrededor del Sol.